# بازار قدیم
بازار قدیم مربوط به دوره قاجار است و در بوشهر، بافت قدیم، محله دهدشتی واقع شده و این اثر در تاریخ ۲۸ اسفند ۱۳۸۵ با شمارهٔ ثبت ۱۸۶۴۸ به‌عنوان یکی از آثار ملی ایران به ثبت رسیده است.